# Przywrotnik rozcięty
Przywrotnik rozcięty (Alchemilla fissa Günther & Schummel) – gatunek rośliny wieloletniej z rodziny różowatych (Rosaceae). W Polsce rośnie w Sudetach. 

## Morfologia
ŁodygaNaga, do 30 cm wysokości.
LiścieOgonek liściowy nagi. Liście odziomkowe okrągłonerkowate, 7-klapowe, głęboko wcinane, nagie.
KwiatyNagie, gwiazdkowate, szeroko rozwarte, zebrane w luźny kwiatostan. Listki kieliszka długości działek kielicha, dłuższe od hypancjum.

## Biologia i ekologia
Bylina. Rośnie na wilgotnych skałach i brzegach potoków. Kwitnie w lipcu i sierpniu. W klasyfikacji zbiorowisk roślinnych gatunek charakterystyczny dla Cl. Salicetea herbaceae.

## Zagrożenia
Gatunek umieszczony został na Czerwonej liście roślin i grzybów Polski (2006) i na obszarze Polski uznany za rzadki (kategoria zagrożenia R).